# English Frankton
English Frankton – wieś w Anglii, w hrabstwie Shropshire. Leży 18 km na północ od miasta Shrewsbury i 238 km na północny zachód od Londynu.